# Martin Klimmer
Theodor Martin Klimmer (* 10. Januar 1873 in Dippoldiswalde; † 12. Februar 1943 in Dresden) war ein deutscher Veterinär und Hochschullehrer an der Universität Leipzig.

## Leben
Klimmer besuchte die Kreuzschule in Dresden. Nach dem Abitur studierte er Veterinärmedizin an der Tierärztlichen Hochschule Dresden und erhielt 1895 seine Approbation. Anschließend wechselte er nach Bern, wo er 1897 an der Universität Bern mit der Arbeit: Ist Zucker ein normaler Bestandteil des Harnes unserer Haussäugetiere? (Jena 1898) zum Dr. phil. promovierte. Seit 1898 lehrte er als außerordentlicher Professor für physiologische Chemie an der Tierärztlichen Hochschule Dresden, 1902 bis 1923 dort als Ordinarius für Tierhygiene, Bakteriologie und Infektionskrankheiten, 1923 bis 1938 für Tierhygiene an der Universität Leipzig. 
Noch einmal promovierte er in Tiermedizin zum Dr. med. vet. Er war ein Spezialist für Tierhygiene, besonders Milchhygiene, und die Übertragbarkeit von Tierkrankheiten auf den Menschen. Er war führend in der Impfstoffforschung mit engen Beziehungen zur Impfstoffindustrie. Sein Nachfolger wurde 1938 Adolf Meyn. 
Klimmer diente im Ersten Weltkrieg. Im November 1933 unterzeichnete er das Bekenntnis der deutschen Professoren zu Adolf Hitler.
Während seines Studiums war Klimmer in der Sächsischen Schweiz als Bergsteiger und Kletterer aktiv. Zusammen mit Oscar Schuster, seinem ehemaligen Mitschüler an der Kreuzschule, war er 1892 an der Erstbegehung des Schusterwegs (Schwierigkeitsgrad III) auf den Falkenstein beteiligt. Ein Jahr später gelang ihm am 24. Mai 1893 zusammen mit Schuster die Erstbesteigung des später nach ihm benannten Klimmersteins, eines Kletterfelsens in der Nähe des Rauschensteins bei Schmilka (Schwierigkeitsgrad I). Im gleichen Jahr absolvierte er drei weitere Erstbegehungen im Vorstieg und war an weiteren beteiligt.
Sein Sohn war der Nervenarzt und Sexualforscher Rudolf Klimmer (1905–1977).

## Schriften
- Veterinärhygiene, 3 Bde., Berlin 1908
- Mitautor: Handbuch der Serumtherapie und Serumdiagnostik in der Veterinärmedizin, 2 Bde., Leipzig 1911
- (Mithrsg.; Alfred Wolff-Eisner): Handbuch der Nahrungsmittel, 4 Bde., Leipzig 1914–20
- Milchkunde mit besonderer Berücksichtigung der Milchhygiene und der hygienischen Milchüberwachung, 2. neubearb. u. verm. Aufl., Berlin 1932